# Herman Wildenvey
Herman Wildenvey, né Herman Theodor Portaas le 20 juillet 1885 à Mjøndalen dans le bourg de Nedre Eiker situé dans l'agglomération de Drammen dans le Comté de Buskerud en Norvège et mort le 27 septembre 1959 à Larvik, est l'un des poètes norvégiens les plus éminents du XXe siècle et traducteur. Au cours de sa vie, il a publié 44 livres de sa propre poésie, en plus des traductions de William Shakespeare, Ernest Hemingway et Heinrich Heine. 

## Biographie

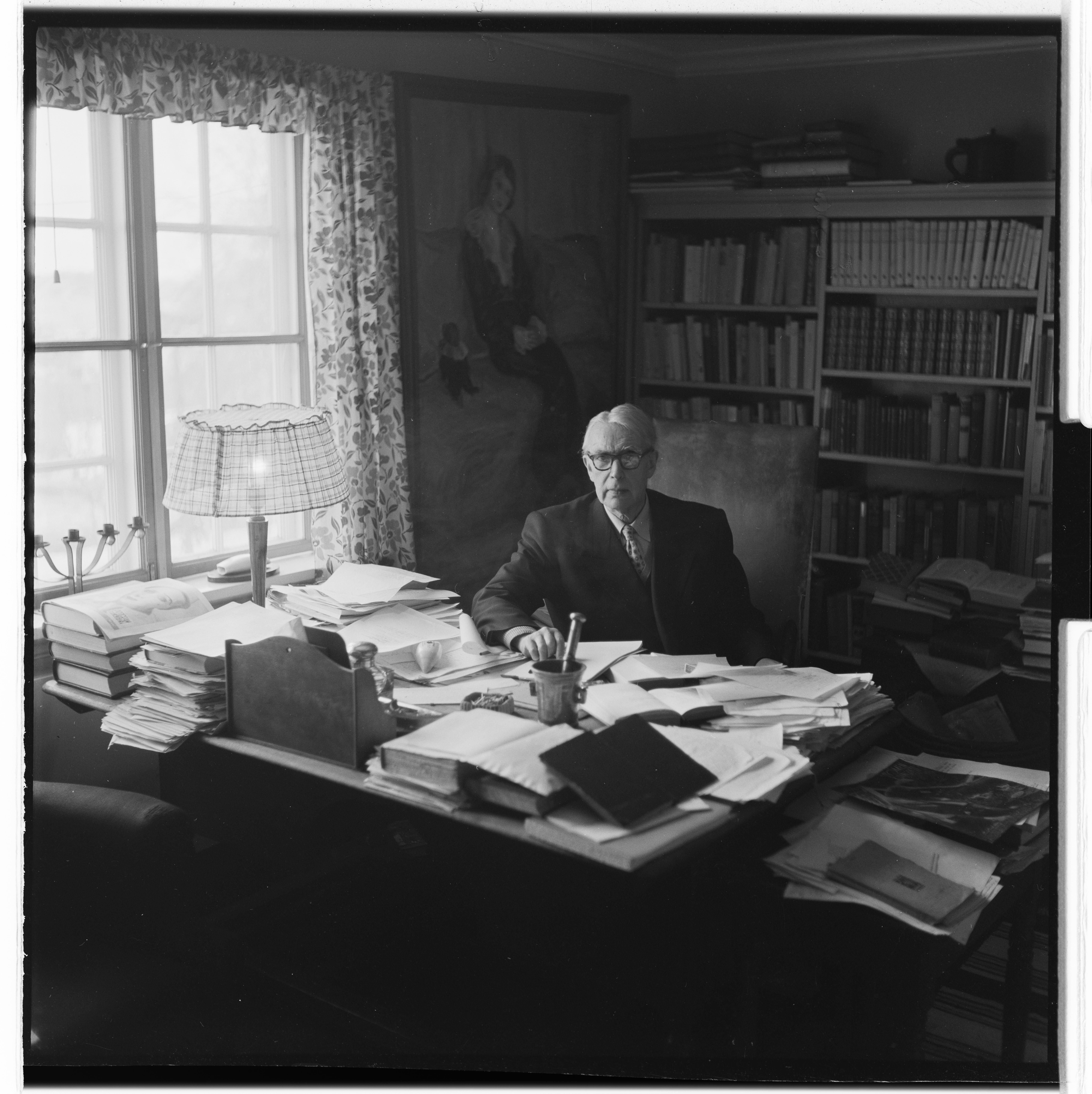
Herman Wildenvey en 1955.

Herman Wildenvey est le fils de Lauritz Portaas et de Hanna Kristine Grosvold. Il est né hors mariage. Sa mère est restée célibataire tandis que son père épouse sa sœur cadette. Sa maison d'enfance, d'où il tire son nom de famille à la naissance, s'appelle Portåsen.
En 1904, Herman Portaas voyage aux États-Unis. Le 28 juin 1904, le paquebot danois SS Norge s'échoue sur un îlot rocheux, le Hasselwood, près de Rockall, situé dans l'Atlantique Nord. Le naufrage se déroule en moins d'une demi-heure. Le bilan final est de 635 morts, dont 225 citoyens norvégiens. Les 160 survivants passent jusqu'à huit jours dans des canots de sauvetage avant d'être secourus. Plusieurs autres personnes sont mortes dans les jours qui ont suivi le sauvetage en raison de leur exposition aux éléments et de la consommation d'eau salée. Herman Portaas, alias Wildenvey fait partie des survivants,. 
En 1912, il épouse Jonette Kramer Andreassen. Leur nom de famille commun est changé en Wildenvey par déclaration de 1929. De 1913 à 1922, le couple a une résidence à Copenhague, bien qu'il ait passé une grande partie de leur temps à Kristiania (aujourd'hui Oslo). 
Après avoir vécu quelques années à Oslo et à Copenhague, le couple s'installe dans la petite ville côtière de Stavern en 1923, où ils construisent leur maison Hergisheim en 1927. Le couple y vit le reste de sa vie. 
En 1935, il reçoit le Prix de littérature de la dotation Gyldendal. 
En 1955, quatre ans avant sa mort, Herman Wildenvey est fait commandeur de l'Ordre de Saint-Olaf pour le mérite de ses écrits. Il meurt dans la ville de Larvik et est enterré au 
Cimetière de Notre-Sauveur à Oslo. 
Aujourd'hui sa maison d'enfance, Portåse à Mjøndalen est un musée et un centre culturel honorant sa vie et son écriture. C'est un lieu de rencontre pour les artistes locaux, régionaux et nationaux. Le site comprend une ferme récemment rénovée et des bâtiments de ferme. Stiftelsen Portåsen est l'organisme qui travaille au développement de Portåsen et qui opère en affiliation avec le musée de Buskerud (Buskerudmuseet), une fondation pour la préservation du patrimoine culturel au sein de Buskerud.
La Société Wildenvey (Wildenvey-selskapet) décerne chaque année le Prix de poésie Herman Wildenvey (Herman Wildenveys Poesipris). Le prix est décerné chaque année le 20 juillet, jour anniversaire de sa naissance. L'événement a lieu à Hergisheim, sa maison à Stavern. Le prix comprend une plaque d'ardoise en bronze d'un dessin réalisé par le sculpteur Ørnulf Bast. Le prix est décerné à une personne ou à une institution qui a contribué à susciter l'intérêt pour la poésie d'Herman Wildenvey. 